# Хиггинс, Годфри
Годфри Хиггинс (англ. Godfrey Higgins; 30 января 1772, Оустон, Саут-Йоркшир, Англия — 9 августа 1833, Кембридж) — английский историк религии, археолог, гуманист, социальный реформатор и автор различных эзотерических сочинений, антиквар, масон.

## Биография
С 1790 года обучался в Эммануил-колледже (Кембридж), затем в 1791 году перевёлся в Тринити Холл. Позже изучал право в Inner Temple (Судебные инны). Однако, не был принят в коллегию адвокатов и не занимался юридической практикой.
Во время угрозы вторжения Наполеона в Великобританию, Хиггинс вступил в британский Добровольческий корпус и стал капитаном подразделения милиции. В 1808 году ему было присвоено в звание майора, но по состоянию здоровья он подал в отставку. Вскоре после этого был назначен магистратом. Работал мировым судьёй в Йоркшире.
Работа Хиггинса как судьи была отмечена рядом реформистских кампаний, в рамках которых он занимался разоблачением обращение с бедными сумасшедшими, агитировал за парламентские реформы, критиковал чрезмерное налогообложение, хлебные законы и эксплуатацию детей на фабриках. Разработал схему для изучения смысла жизни и религии.
Увлечённый археолог, стал членом Королевского общества древностей.
Согласно историку Росс Николсу, Хиггинс был членом и «Избранным вождём» ордена друидов, основанного Джоном Толанд в 1717 году. Орден друидов предшествовал оккультной организации Герметическому ордену «Золотая заря». Продемонстрировал обширные знания и знакомство с традициями друидов в своей работе «Кельтские Друиды».

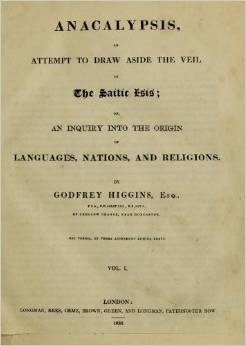
Anacalypsis Хиггинса, первое посмертное издание 1836 г.

Основные труды Хиггинса в духе религиозного синкретизма, были попыткой связать библейские повествования с доказательствами, появляющимися в других религиозных традициях.
Годфри Хиггинс был убеждён, что высокая цивилизация процветала до всех исторических ведомостей. Он полагал, что ранее существовала самая древняя и универсальная религия, из которой возникли все более поздние вероучения и доктрины. Его исследования длились более 20 лет.
Основной труд Хиггинса — «Anacalypsis» (Анакалипсис, 1833, посмертно издан в 1836). В «Анакалипсисе» Хиггинс пишет: 

Сходство или, скорее, совпадение каббалистической, александрийской и восточной философии становится заметно при взгляде на общие для этих трёх систем догматы; они следующие: все вещи произошли из божественных эманаций. Из него проистекает основная сила, являющаяся образом Бога и источником всех последующих эманаций… Материя есть не что иное, как наиболее отдалённый результат творческой энергии божества. Материальный мир обрёл свою форму от непосредственной деятельности сил, далеких от первоисточника существования.
Хиггинс полагал, что все нелепости, описанные в Библии, в том числе и связанные в Христом, произошли во времена императора Константина, который обладая неограниченной властью, имел возможность уничтожить или исказить все свидетельства реальной истории христианства.

Мы не должны забывать, что в древних системах философия не могла быть отделена от религии, поскольку философия была религией, а религия была философией.— Арин. Наука о Боге. Том II. 2019